# Ernest Meighan
Ernest Dwayne Meighan, né le 15 juin 1971 et mort le 9 août 2014 à Belize City, est un coureur cycliste bélizien. 

## Biographie
Coureur amateur, Ernest Dwayne Meighan a remporté toutes ses victoires dans son pays, dont le championnat du Belize du contre-la-montre en 2009. Il a aussi participé aux Jeux olympiques de 1992 de Barcelone : il s'est classé 27e du contre-la-montre par équipes et a abandonné lors de la course en ligne.
Il est tué par balle le 9 août 2014 à Belize City lors d'une fusillade,. L'auteur du meurtre n'a jamais été identifié.

## Palmarès et résultats

### Palmarès par année
- 1991
  - 2e de la KREM New Year's Day Cycling Classic
- 1997
  - Holy Saturday Cross Country Cycling Classic
- 1999
  - KREM New Year's Day Cycling Classic
- 2000
  - 3e de la KREM New Year's Day Cycling Classic
- 2001
  - Holy Saturday Cross Country Cycling Classic
- 2004
  -  Champion du Belize sur route[3]
- 2006
  - 6e étape du Tour du Belize
  - 2e du championnat du Belize sur route
- 2007
  - 1re étape du Tour du Belize (contre-la-montre par équipes)
- 2008
  - 6e étape du Tour du Belize

### Classements mondiaux
| Année            | 2008 |
| ---------------- | ---- |
| UCI America Tour | 254e |